# Minami Yuta
Yuta Minami (南 雄太, sinh ngày 30 tháng 9 năm 1979) là một cầu thủ bóng đá người Nhật Bản hiện tại thi đấu cho Yokohama FC ở J2 League.

## Mắc lỗi
Minami trở thành một trong ít những thủ môn tự phản lưới nhà trước Sanfrecce Hiroshima trong trận đấu tại J. League ngày 22 tháng 5 năm 2004. Anh đã thu hồi bóng và có ý định ném, nhưng anh dừng lại và mất kiểm soát, ném vòng trái bóng vào lưới trước sự ngỡ ngàng của các cầu thủ Kashiwa. Bàn thua đó không là vấn đề vì Kashiwa chịu thất bại 3-0.

## Thống kê sự nghiệp câu lạc bộ
Cập nhật đến ngày 23 tháng 2 năm 2018.
| Thành tích câu lạc bộ | Thành tích câu lạc bộ | Thành tích câu lạc bộ | Giải vô địch | Giải vô địch | Cúp                   | Cúp                   | Cúp Liên đoàn | Cúp Liên đoàn | Tổng cộng | Tổng cộng |
| Mùa giải              | Câu lạc bộ            | Giải vô địch          | Số trận      | Bàn thắng    | Số trận               | Bàn thắng             | Số trận       | Bàn thắng     | Số trận   | Bàn thắng |
| Nhật Bản              | Nhật Bản              | Nhật Bản              | Giải vô địch | Giải vô địch | Cúp Hoàng đế Nhật Bản | Cúp Hoàng đế Nhật Bản | Cúp Liên đoàn | Cúp Liên đoàn | Tổng cộng | Tổng cộng |
| --------------------- | --------------------- | --------------------- | ------------ | ------------ | --------------------- | --------------------- | ------------- | ------------- | --------- | --------- |
| 1998                  | Kashiwa Reysol        | J. League             | 22           | 0            | 1                     | 0                     | 4             | 0             | 27        | 0         |
| 1999                  | Kashiwa Reysol        | J1 League             | 18           | 0            | 4                     | 0                     | 2             | 0             | 24        | 0         |
| 2000                  | Kashiwa Reysol        | J1 League             | 20           | 0            | 2                     | 0                     | 0             | 0             | 22        | 0         |
| 2001                  | Kashiwa Reysol        | J1 League             | 29           | 0            | 1                     | 0                     | 4             | 0             | 34        | 0         |
| 2002                  | Kashiwa Reysol        | J1 League             | 27           | 0            | 1                     | 0                     | 7             | 0             | 35        | 0         |
| 2003                  | Kashiwa Reysol        | J1 League             | 26           | 0            | 0                     | 0                     | 3             | 0             | 29        | 0         |
| 2004                  | Kashiwa Reysol        | J1 League             | 28           | 0            | 0                     | 0                     | 4             | 0             | 32        | 0         |
| 2005                  | Kashiwa Reysol        | J1 League             | 33           | 0            | 1                     | 0                     | 5             | 0             | 39        | 0         |
| 2006                  | Kashiwa Reysol        | J2 League             | 45           | 0            | 0                     | 0                     | -             | -             | 45        | 0         |
| 2007                  | Kashiwa Reysol        | J1 League             | 33           | 0            | 0                     | 0                     | 2             | 0             | 35        | 0         |
| 2008                  | Kashiwa Reysol        | J1 League             | 10           | 0            | 1                     | 0                     | 1             | 0             | 12        | 0         |
| 2009                  | Kashiwa Reysol        | J1 League             | 0            | 0            | 0                     | 0                     | 3             | 0             | 3         | 0         |
| 2010                  | Roasso Kumamoto       | J2 League             | 36           | 0            | 2                     | 0                     | -             | -             | 38        | 0         |
| 2011                  | Roasso Kumamoto       | J2 League             | 38           | 0            | 0                     | 0                     | -             | -             | 38        | 0         |
| 2012                  | Roasso Kumamoto       | J2 League             | 39           | 0            | 2                     | 0                     | -             | -             | 41        | 0         |
| 2013                  | Roasso Kumamoto       | J2 League             | 42           | 0            | 0                     | 0                     | -             | -             | 42        | 0         |
| 2014                  | Yokohama FC           | J2 League             | 39           | 0            | 1                     | 0                     | -             | -             | 40        | 0         |
| 2015                  | Yokohama FC           | J2 League             | 42           | 0            | 2                     | 0                     | -             | -             | 44        | 0         |
| 2016                  | Yokohama FC           | J2 League             | 23           | 0            | 0                     | 0                     | -             | -             | 23        | 0         |
| 2017                  | Yokohama FC           | J2 League             | 1            | 0            | 0                     | 0                     | -             | -             | 1         | 0         |
| Tổng cộng sự nghiệp   | Tổng cộng sự nghiệp   | Tổng cộng sự nghiệp   | 541          | 0            | 19                    | 0                     | 35            | 0             | 605       | 0         |

## Danh hiệu và giải thưởng
- Giải vô địch bóng đá trẻ thế giới Á quân: 1999